# Mohand Idir Aït Amrane
Pour les articles homonymes, voir Idir (homonymie) et Amrane.
Mohand Idir Aït Amrane (en kabyle : Muḥend u Yidir n At Ɛemran), est un poète, militant nationaliste algérien durant la guerre d'Algérie et grand défenseur de la culture amazighe, né en mars 1924 au village Takidount (Ouacifs), en Grande Kabylie (Algérie) et mort le 30 octobre 2004 à Oran.

## Biographie
Il quitte sa Kabylie natale à l'âge de huit ans après le décès de sa mère Sekoura pour la région des hauts plateaux de Tiaret plus exactement à Sougueur (Trezel à l’époque); à la fin de ses études primaires  "CEPE" , son père Ahmed Ouali, couturier voulait qu'il reste auprès de lui car n'ayant pas les moyens financiers pour son trousseau d'interne au collège, si ce n'est l'intervention de l'oncle de son père Mebarek qui le prit en charge pour poursuivre au cours complémentaire de l'École primaire supérieure de Mascara où il obtient le BEPC et se voit admis au Lycée Bugeaud d'Alger, ensuite le Lycée de Ben Aknoun, (Le Lycée Bugeaud étant bombardé) et se retrouve avec des condisciples, tels que Hocine Aït Ahmed et Amar Ould Hamouda, qui formeront plus tard le noyau actif des militants kabyles du mouvement national algerien au sein duquel il se bat pour la reconnaissance de la dimension amazigh (berbère) du peuple algérien et écrit en janvier 1945 "Ekker a mmis oumazigh" (Debout fils d’Amazigh), chant patriotique amazigh algérien. Mais il subit, dans les rangs du PPA-MTLD, la purge, initiée par Messali Hadj, des éléments accusés de « berbérisme ». 
Ait Amrane, après l'obtention d'un Bac, s'inscrit en pharmacie à la faculté d'Alger. N'ayant plus de ressources, surtout après le décès de Mebarek, il abandonne et rentre enfin à Tiaret où il obtient un poste d'instituteur. Il sera arrêté et condamné à la prison entre 1956 et 1958 pour atteinte à la sûreté de l’État. Libéré de prison, il passe un séjour au camp d'internement de Paul Cazelles (Ain Oussera) pour être ensuite définitivement libéré. Il passe la licence de lettres arabes (Faculté d'Alger) qu'il finit de préparer pendant de ses deux années de détention à la prison d'Oran.
Il est nommé professeur d'arabe en septembre 1962 au collège moderne de Tiaret, l'actuel lycée Ibn-Rostom.
Il fut le premier député du département de Tiaret pendant l'assemblée constituante, ensuite préfet d'Orléansville (El Asnam).
Il se retire de toute activité politique en 1965 et réintègre l'enseignement au poste d'Inspecteur d'Académie à Tiaret. Après un différend avec Abdelkrim Benmahmoud, alors ministre de l'Éducation nationale, il retrouve l'activité politique auprès du commandant Slimane (Kaïd Ahmed) qui le nomme Contrôleur national du Parti du FLN, poste qu'il occupera jusqu'en 1979. Il réintègre encore une fois, et jusqu'à sa retraite, l'enseignement au poste d'Inspecteur d'Académie pour la wilaya de Chlef. Il en profite pour publier ses Mémoires après avoir intégré la direction du Rassemblement pour la culture et la démocratie (RCD) dont il devient membre du Conseil national. 
Le combat pour l'amazighité auquel il aura voué une grande partie de son existence ayant fait des avancées considérables au cours des années 1980 et 1990, il aura le privilège de présider le Haut Commissariat à l'Amazighité, instance officielle rattachée à la présidence de la république, de sa création en 1994, jusqu'à sa disparition en novembre 2004. En plus de son activité politique, il aura, par son œuvre poétique, puissamment contribué à l'éveil de la conscience nationale par l'édition des poèmes devenus hymnes chantés par les combattants de la lutte de libération et les militants du combat identitaire après le mouvement d'Avril 1980,,.
Il est mort à 80 ans, le 30 octobre 2004 a Oran (Algérie), inhumé le 1er novembre 2004 à Tiaret où son père Ahmed Ouali est enterré.